# Молокоедов, Сергей Иванович
Сергей Иванович Молокоедов — советский хозяйственный, государственный и политический деятель.

## Биография
Родился в 1918 году в Липецке. Член КПСС.
С 1939 года — на хозяйственной, общественной и политической работе. В 1939—1996 гг. — выпускник военно-политического училища, участник Великой Отечественной войны, старший помощник начальника 2-го отделения разведотделения штаба армий Волховского, Ленинградского и 1-го Украинского фронтов, на командных должностях в Советской Армии, командир 131-й мотострелковой дивизии, командующий 1-й гвардейской армией, главный инспектор Министерства обороны СССР, заместитель главного инспектора Вооружённых Сил СССР, председатель Совета ветеранов Западного административного округа города Москвы.
Умер в Москве в 2006 году.